# LG Optimus 7
De LG Optimus 7 is een smartphone van Zuid-Koreaans bedrijf LG Electronics. De '7' in de naam staat voor het besturingssysteem Windows Phone 7. De mobiele telefoon is de voorganger van de LG Optimus 7.5, die de nieuwere versie van het besturingssysteem gebruikt.
De LG Optimus 7 is qua specificaties (bijna) hetzelfde als zijn opvolger. Beiden beschikken over een super-tft-scherm met een schermdiagonaal van 3,8 inch. Daarnaast hebben ze, zoals elke Windows Phone 7-telefoon, een resolutie van 480x800 pixels. De smartphone heeft een capaciteit van 16 GB intern geheugen, dat niet uitgebreid kan worden. Verder beschikt de telefoon over een 5 megapixelcamera waarmee ook in 720p HD kan worden gefilmd.